# Campeonato Amazonense de Futebol de 2018 - Série B
A Série B do Campeonato Amazonense de Futebol de 2018 foi a 23ª edição da competição que dá acesso à Primeira Divisão do Barezão a ser realizada entre Setembro e Outubro de 2018, com a participação de 5 equipes. O campeão e o vice disputam a Série A em 2019.

## Formato e Regulamento
Art. 8º - O Campeonato será disputado em (2) duas fases, a saber: Primeira Fase e Final. O mando de campo de todas as partidas pertencerá ao clube colocado à esquerda da tabela elaborada pelo DPF.
Art. 9º – Na Primeira Fase, os Clubes jogarão entre si em turno único, classificando-se os 02 (dois) de melhor índice técnico.
Art. 10 – A FINAL será disputada em partida única, sem vantagem, permanecendo a partida empatada, o campeão será conhecido através de cobranças de penalidades de acordo com IFAB
Art. 11 - Em caso de empate em pontos ganhos entre dois ou mais clubes ao final da Primeira Fase, o desempate, para efeito de classificação, será efetuado observando-se os critérios abaixo:

### Critérios de desempate
Em caso de empate por pontos entre dois ou mais clubes, os critérios de desempate são aplicados na seguinte ordem:
1. Número de vitórias;
2. Saldo de gols;
3. Gols pró;
4. Confronto direto;
5. Menor número de cartões vermelhos;
6. Menor número de cartões amarelos;
7. Sorteio.

Art. 12 – O clube vencedor da Fase Final será atribuído o título de Campeão Amazonense da Série B 2018 e disputará a Série A em 2019.
§ 1º - Ao clube perdedor da fase final será atribuído o título de Vice-Campeão Amazonense da Série B 2018 e disputará a Série A em 2019.
§ 2º - Os demais clubes desclassificados, ocuparão as posições de 3º a 5º colocados por índice técnico.

## Jogos

### Primeira rodada
| Sábado, 29 de setembro | Cliper | 1 – 4 | Sul América | Carlos Zamith, Manaus |
| 14:00                  |        |       |             | Árbitro: AM           |

| Sábado, 29 de setembro | Holanda | 2 – 2 | Iranduba | Carlos Zamith, Manaus |
| 16:00                  |         |       |          | Árbitro: AM           |

### Segunda rodada
| Quarta-feira, 3 de outubro | Sul América | 1 – 0 | Holanda | Ismael Benigno, Manaus |
| 18:00                      |             |       |         | Árbitro: AM            |

| Quarta-feira, 3 de outubro | Tarumã | 4 – 2 | Cliper | Ismael Benigno, Manaus |
| 20:00                      |        |       |        | Árbitro: AM            |

### Terceira rodada
| Quarta-feira, 10 de outubro | Iranduba | 4 – 0 | Cliper | Arena da Amazônia, Manaus |
| 18:00                       |          |       |        | Árbitro: AM               |

| Quarta-feira, 10 de outubro | Sul América | 3 – 1 | Tarumã | Arena da Amazônia, Manaus |
| 20:00                       |             |       |        | Árbitro: AM               |

### Quarta rodada
| Sábado, 13 de outubro | Holanda | 1 – 2 | Tarumã | Arena da Amazônia, Manaus |
| 15:00                 |         |       |        | Árbitro: AM               |

| Sábado, 13 de outubro | Iranduba | 1 – 0 | Sul América | Arena da Amazônia, Manaus |
| 17:00                 |          |       |             | Árbitro: AM               |

### Quinta rodada
| Quarta-feira, 17 de outubro | Cliper | 1 – 1 | Holanda | Arena da Amazônia, Manaus |
| 18:00                       |        |       |         | Árbitro: AM               |

| Quarta-feira, 17 de outubro | Tarumã | 3 – 5 | Iranduba | Arena da Amazônia, Manaus |
| 20:00                       |        |       |          | Árbitro: AM               |

## Final
| Sexta-feira, 19 de outubro | Iranduba | 1 – 0 | Sul América | Arena da Amazônia, Manaus |
| 18:00                      |          |       |             | Árbitro: AM               |

## Campeão
| Campeonato Amazonense de Futebol Série B 2018 |
| --------------------------------------------- |
| Iranduba                                      |
| Iranduba Campeão (1° Título)                  |